# Liste des églises de la Haute-Corse
La liste des églises de la Haute-Corse recense de manière exhaustive les églises situées dans le département français de la Haute-Corse. Il est fait état des diverses protections dont elles peuvent bénéficier, et notamment les inscriptions et classements au titre des monuments historiques.
En ce qui concerne le culte catholique, toutes les églises sont situées dans le diocèse d'Ajaccio.

## Statistiques

### Nombres
Le département de la Haute-Corse comprend 236 communes au 1er janvier 2022.
Depuis 2020, le diocèse d'Ajaccio comprenant la Corse-du-Sud et la Haute-Corse compte 434 paroisses.

## Classement
Le classement ci-après se fait par commune selon l'ordre alphabétique.
Il est fait état des diverses protections dont elles peuvent bénéficier, et notamment les inscriptions et classements au titre des monuments historiques.

## Liste

### Église catholique
| Église | Commune                   | Adresse | Coordonnées                      | Notice         | Protection                                                                                       | Date        | Illustration |
| --- | ------------------------- | ------- | -------------------------------- | -------------- | ------------------------------------------------------------------------------------------------ | ----------- | --- |
| Église Saint-Philippe d'Aghione                                                                                   | Aghione                   |         | 42° 06′ 43″ nord, 9° 23′ 51″ est |                |                                                                                                  |             | Église Saint-Philippe d'Aghione                                                                                   |
| Église Saint-Étienne d'Aiti                                                                                       | Aiti                      |         | 42° 23′ 59″ nord, 9° 14′ 43″ est |                |                                                                                                  |             | Église Saint-Étienne d'Aiti                                                                                       |
| Couvent Saint-François du Bozio                                                                                   | Alando                    |         | 42° 18′ 26″ nord, 9° 17′ 48″ est | « PA00135317 » | Inscrit MH                                                                                       | 1995        | Couvent Saint-François du Bozio                                                                                   |
| Église Sainte-Marie-de-l'Assomption d'Albertacce                                                                  | Albertacce                |         | 42° 19′ 41″ nord, 8° 59′ 02″ est |                |                                                                                                  |             | Église Sainte-Marie-de-l'Assomption d'Albertacce                                                                  |
| Église Saint-Jacques de Pietra Zitamboli                                                                          | Albertacce                |         | 42° 19′ 51″ nord, 8° 58′ 50″ est |                |                                                                                                  |             | Église Saint-Jacques de Pietra Zitamboli                                                                          |
| Église Saint-Marcel d'Aléria                                                                                      | Aléria                    |         | 42° 06′ 16″ nord, 9° 30′ 42″ est | « PA00099149 » | Inscrit MH                                                                                       | 1987        | Église Saint-Marcel d'Aléria                                                                                      |
| Église Saint-Georges d'Algajola                                                                                   | Algajola                  |         | 42° 36′ 31″ nord, 8° 51′ 45″ est |                |                                                                                                  |             | Église Saint-Georges d'Algajola                                                                                   |
| Église de l'Annonciation d'Altiani                                                                                | Altiani                   |         | 42° 14′ 12″ nord, 9° 17′ 26″ est |                |                                                                                                  |             | Église de l'Annonciation d'Altiani                                                                                |
| Église Saint-Roch d'Alzi                                                                                          | Alzi                      |         | 42° 18′ 13″ nord, 9° 18′ 09″ est |                |                                                                                                  |             | Image manquante Téléverser                                                                                        |
| Église Saint-Laurent d'Ampriani                                                                                   | Ampriani                  |         | 42° 15′ 14″ nord, 9° 21′ 27″ est |                |                                                                                                  |             | Église Saint-Laurent d'Ampriani                                                                                   |
| Église Saint-Pierre-aux-Liens d'Antisanti                                                                         | Antisanti                 |         | 42° 10′ 00″ nord, 9° 20′ 46″ est |                |                                                                                                  |             | Église Saint-Pierre-aux-Liens d'Antisanti                                                                         |
| Église de la Sainte-Trinité d'Aregno                                                                              | Aregno                    |         | 42° 34′ 56″ nord, 8° 53′ 52″ est | « PA00099155 » | Classé MH                                                                                        | 1883        | Église de la Sainte-Trinité d'Aregno                                                                              |
| Église Saint-Antoine d'Aregno                                                                                     | Aregno                    |         | 42° 34′ 54″ nord, 8° 53′ 41″ est |                |                                                                                                  |             | Église Saint-Antoine d'Aregno                                                                                     |
| Église Saint-Michel-Archange d'Asco                                                                               | Asco                      |         | 42° 27′ 10″ nord, 9° 01′ 58″ est |                |                                                                                                  |             | Église Saint-Michel-Archange d'Asco                                                                               |
| Église Notre-Dame-de-l'Assomption d'Avapessa                                                                      | Avapessa                  |         | 42° 33′ 41″ nord, 8° 53′ 43″ est |                |                                                                                                  |             | Église Notre-Dame-de-l'Assomption d'Avapessa                                                                      |
| Église Saint-Marcel de Barbaggio                                                                                  | Barbaggio                 |         | 42° 33′ 41″ nord, 8° 53′ 43″ est |                |                                                                                                  |             | Église Saint-Marcel de Barbaggio                                                                                  |
| Église San Pantaleone de Barrettali                                                                               | Barrettali                |         | 42° 52′ 36″ nord, 9° 21′ 19″ est | « PA00099157 » | Inscrit MH                                                                                       | 1984        | Église San Pantaleone de Barrettali                                                                               |
| Pro-cathédrale Sainte-Marie de Bastia                                                                             | Bastia                    |         | 42° 41′ 32″ nord, 9° 27′ 06″ est | « PA00099162 » | Classé MH                                                                                        | 2000        | Pro-cathédrale Sainte-Marie de Bastia                                                                             |
| Église Saint-Jean-Baptiste de Bastia                                                                              | Bastia                    |         | 42° 41′ 49″ nord, 9° 27′ 01″ est | « PA00099160 » | Classé MH                                                                                        | 2000        | Église Saint-Jean-Baptiste de Bastia                                                                              |
| Église Sainte-Croix de Bastia                                                                                     | Bastia                    |         | 42° 41′ 33″ nord, 9° 27′ 08″ est | « PA00099161 » | Classé MH                                                                                        | 1931        | Église Sainte-Croix de Bastia                                                                                     |
| Église de la Conception de Bastia                                                                                 | Bastia                    |         | 42° 41′ 51″ nord, 9° 27′ 00″ est | « PA00099159 » | Classé MH                                                                                        | 2000        | Église de la Conception de Bastia                                                                                 |
| Église Saint-Étienne de Cardo                                                                                     | Bastia                    |         | 42° 42′ 09″ nord, 9° 25′ 39″ est | « PA00125388 » | Inscrit MH                                                                                       | 1993        | Église Saint-Étienne de Cardo                                                                                     |
| Église Saint-Charles-Borromée de Bastia                                                                           | Bastia                    |         | 42° 41′ 43″ nord, 9° 26′ 51″ est | PA2B000006     | Inscrit MH                                                                                       | 2007        | Église Saint-Charles-Borromée de Bastia                                                                           |
| Église Notre-Dame-des-Victoires de Bastia                                                                         | Bastia                    |         | 42° 40′ 51″ nord, 9° 26′ 28″ est | PA2B000013     | Inscrit MH                                                                                       | 2008        | Église Notre-Dame-des-Victoires de Bastia                                                                         |
| Église Saint-Blaise de Bastia                                                                                     | Bastia                    |         | à géolocaliser                   |                |                                                                                                  |             | Image manquante Téléverser                                                                                        |
| Église Notre-Dame-de-Lourdes de Bastia                                                                            | Bastia                    |         | 42° 42′ 11″ nord, 9° 27′ 10″ est |                |                                                                                                  |             | Église Notre-Dame-de-Lourdes de Bastia                                                                            |
| Église Saint-Pierre de Montesoro                                                                                  | Bastia                    |         | 42° 40′ 21″ nord, 9° 26′ 18″ est |                |                                                                                                  |             | Église Saint-Pierre de Montesoro                                                                                  |
| Église Saint-Joseph de Bastia                                                                                     | Bastia                    |         | 42° 41′ 27″ nord, 9° 26′ 46″ est |                |                                                                                                  |             | Église Saint-Joseph de Bastia                                                                                     |
| Église Saint-Thomas de Belgodère                                                                                  | Belgodère                 |         | 42° 35′ 10″ nord, 9° 01′ 04″ est | « PA00099164 » | Inscrit MH                                                                                       | 1987        | Église Saint-Thomas de Belgodère                                                                                  |
| Église Sainte-Marie-de-l'Assomption de Bigorno                                                                    | Bigorno                   |         | 42° 31′ 37″ nord, 9° 17′ 58″ est |                |                                                                                                  |             | Église Sainte-Marie-de-l'Assomption de Bigorno                                                                    |
| Église Saint-André de Biguglia                                                                                    | Biguglia                  |         | 42° 37′ 39″ nord, 9° 25′ 15″ est |                |                                                                                                  |             | Église Saint-André de Biguglia                                                                                    |
| Église Saint-Michel de Bisinchi                                                                                   | Bisinchi                  |         | 42° 28′ 39″ nord, 9° 19′ 25″ est |                |                                                                                                  |             | Église Saint-Michel de Bisinchi                                                                                   |
| Église de l'Annonciation de Borgo                                                                                 | Borgo                     |         | 42° 33′ 16″ nord, 9° 25′ 34″ est | « PA00099165 » | Classé MH                                                                                        | 1988        | Église de l'Annonciation de Borgo                                                                                 |
| Église Notre-Dame de Lavasina                                                                                     | Brando                    |         | 42° 45′ 27″ nord, 9° 27′ 54″ est |                |                                                                                                  |             | Église Notre-Dame de Lavasina                                                                                     |
| Église de l'Annonciation de Poretto                                                                               | Brando                    |         | 42° 45′ 52″ nord, 9° 27′ 31″ est |                |                                                                                                  |             | Image manquante Téléverser                                                                                        |
| Église conventuelle du Cœur-Eucharistique-de-Jésus de l'ancien monastère de Bénédictines de Cintolino d'Erbalunga | Brando                    |         | 42° 46′ 44″ nord, 9° 28′ 24″ est |                |                                                                                                  |             | Église conventuelle du Cœur-Eucharistique-de-Jésus de l'ancien monastère de Bénédictines de Cintolino d'Erbalunga |
| Église Saint-Barthélemy de l'ancien couvent Saint-Barthélemy de Pozzo                                             | Brando                    |         | 42° 46′ 12″ nord, 9° 27′ 39″ est |                |                                                                                                  |             | Image manquante Téléverser                                                                                        |
| Église Sainte-Marie-de-l'Assomption de Parocchia                                                                  | Brando                    |         | 42° 46′ 41″ nord, 9° 27′ 39″ est | PA2B000026     | Inscrit MH                                                                                       | 2014        | Église Sainte-Marie-de-l'Assomption de Parocchia                                                                  |
| Église Sainte-Lucie de Silgaggia                                                                                  | Brando                    |         | 42° 46′ 58″ nord, 9° 27′ 07″ est |                |                                                                                                  |             | Image manquante Téléverser                                                                                        |
| Église Saint-Érasme d'Erbalunga                                                                                   | Brando                    |         | 42° 46′ 25″ nord, 9° 28′ 26″ est |                |                                                                                                  |             | Image manquante Téléverser                                                                                        |
| Église Saint-Césaire de Bustanico                                                                                 | Bustanico                 |         | 42° 19′ 14″ nord, 9° 18′ 01″ est |                |                                                                                                  |             | Église Saint-Césaire de Bustanico                                                                                 |
| Église Saint-Fructueux d'Ortale                                                                                   | Cagnano                   |         | 42° 52′ 30″ nord, 9° 25′ 51″ est | IA2B001712     |                                                                                                  |             | Église Saint-Fructueux d'Ortale                                                                                   |
| Église Saint-Pierre de Calacuccia                                                                                 | Calacuccia                |         | 42° 20′ 09″ nord, 9° 01′ 07″ est |                |                                                                                                  |             | Église Saint-Pierre de Calacuccia                                                                                 |
| Église Saint-Blaise de Calenzana                                                                                  | Calenzana                 |         | 42° 30′ 31″ nord, 8° 51′ 21″ est | « PA00099170 » | Classé MH                                                                                        | 1981        | Église Saint-Blaise de Calenzana                                                                                  |
| Église Santa-Restituta de Calenzana                                                                               | Calenzana                 |         | 42° 30′ 50″ nord, 8° 51′ 55″ est | « PA00099274 » | Inscrit MH                                                                                       | 1990        | Église Santa-Restituta de Calenzana                                                                               |
| Église San Giovanni de Calenzana                                                                                  | Calenzana                 |         | 42° 27′ 33″ nord, 8° 44′ 06″ est |                |                                                                                                  |             | Église San Giovanni de Calenzana                                                                                  |
| Pro-cathédrale Saint-Jean-Baptiste de Calvi                                                                       | Calvi                     |         | 42° 34′ 06″ nord, 8° 45′ 38″ est | « PA00099171 » | Classé MH                                                                                        | 1920        | Pro-cathédrale Saint-Jean-Baptiste de Calvi                                                                       |
| Église Sainte-Marie-Majeure de Calvi                                                                              | Calvi                     |         | 42° 34′ 00″ nord, 8° 45′ 27″ est | « PA00099172 » | Classé MH                                                                                        | 1988        | Église Sainte-Marie-Majeure de Calvi                                                                              |
| Église Sainte-Marguerite de Cambia                                                                                | Cambia                    |         | à géolocaliser                   |                |                                                                                                  |             | Image manquante Téléverser                                                                                        |
| Église Saint-André de Campana                                                                                     | Campana                   |         | 42° 23′ 20″ nord, 9° 21′ 11″ est | IA2B000162     |                                                                                                  |             | Église Saint-André de Campana                                                                                     |
| Église de l'Assomption de Campi                                                                                   | Campi                     |         | 42° 16′ 17″ nord, 9° 25′ 26″ est |                |                                                                                                  |             | Église de l'Assomption de Campi                                                                                   |
| Église Saint-Pierre-Saint-Paul de Campile                                                                         | Campile                   |         | 42° 29′ 33″ nord, 9° 21′ 24″ est | « PA00099177 » | Classé MH                                                                                        | 1984        | Église Saint-Pierre-Saint-Paul de Campile                                                                         |
| Église Saint-Pierre de Campitello                                                                                 | Campitello                |         | 42° 31′ 36″ nord, 9° 18′ 55″ est |                |                                                                                                  |             | Église Saint-Pierre de Campitello                                                                                 |
| Église Saint-Martin de Canale-di-Verde                                                                            | Canale-di-Verde           |         | 42° 16′ 38″ nord, 9° 28′ 29″ est |                |                                                                                                  |             | Image manquante Téléverser                                                                                        |
| Église Santa Maria Assunta de Canari                                                                              | Canari                    |         | 42° 50′ 42″ nord, 9° 19′ 50″ est | « PA00135321 » | Inscrit MH                                                                                       | 1995        | Église Santa Maria Assunta de Canari                                                                              |
| Église Saint-François de Pieve                                                                                    | Canari                    |         | 42° 50′ 42″ nord, 9° 19′ 54″ est |                |                                                                                                  |             | Église Saint-François de Pieve                                                                                    |
| Église Sainte-Marie de Canavaggia                                                                                 | Canavaggia                |         | 42° 30′ 12″ nord, 9° 15′ 54″ est |                |                                                                                                  |             | Image manquante Téléverser                                                                                        |
| Église Sainte-Marguerite de Carcheto-Brustico                                                                     | Carcheto-Brustico         |         | 42° 22′ 00″ nord, 9° 22′ 04″ est | « PA00099178 » | Classé MH                                                                                        | 1976        | Église Sainte-Marguerite de Carcheto-Brustico                                                                     |
| Église Saint-Joseph de Brustico                                                                                   | Carcheto-Brustico         |         | 42° 21′ 33″ nord, 9° 22′ 10″ est | IA2B000780     |                                                                                                  |             | Image manquante Téléverser                                                                                        |
| Église de l'Immaculée Conception de Carpineto                                                                     | Carpineto                 |         | 42° 21′ 28″ nord, 9° 22′ 45″ est | IA2B000766     |                                                                                                  |             | Église de l'Immaculée Conception de Carpineto                                                                     |
| Église de l'Annonciation de Carticasi                                                                             | Carticasi                 |         | 42° 21′ 27″ nord, 9° 17′ 24″ est |                |                                                                                                  |             | Église de l'Annonciation de Carticasi                                                                             |
| Église de l'Annonciation de Casabianca                                                                            | Casabianca                |         | 42° 26′ 45″ nord, 9° 21′ 53″ est | PA2B000023     | Inscrit MH Les façades et toitures                                                               | 2012        | Image manquante Téléverser                                                                                        |
| Église de l'Annonciation de Casalta                                                                               | Casalta                   |         | 42° 26′ 29″ nord, 9° 24′ 37″ est | IA2B000127     |                                                                                                  |             | Église de l'Annonciation de Casalta                                                                               |
| Église Notre-Dame de la Santa-a-Stella de Casamaccioli                                                            | Casamaccioli              |         | 42° 19′ 04″ nord, 9° 00′ 08″ est |                |                                                                                                  |             | Église Notre-Dame de la Santa-a-Stella de Casamaccioli                                                            |
| Église Sainte-Marie dite aussi Sainte-Marie-des-Neiges de Casanova                                                | Casanova                  |         | 42° 15′ 16″ nord, 9° 10′ 43″ est |                |                                                                                                  |             | Église Sainte-Marie dite aussi Sainte-Marie-des-Neiges de Casanova                                                |
| Église Saint-Pancrace de Castellare-di-Casinca                                                                    | Castellare-di-Casinca     |         | 42° 28′ 13″ nord, 9° 29′ 09″ est | « PA00099182 » | Inscrit MH                                                                                       | 1926        | Église Saint-Pancrace de Castellare-di-Casinca                                                                    |
| Église Saint-Sébastien de Castellare-di-Casinca                                                                   | Castellare-di-Casinca     |         | à géolocaliser                   | IA2B000502     |                                                                                                  |             | Image manquante Téléverser                                                                                        |
| Église Saint-Pierre-Saint-Paul de Castellare-di-Mercurio                                                          | Castellare-di-Mercurio    |         | 42° 18′ 39″ nord, 9° 14′ 46″ est |                |                                                                                                  |             | Église Saint-Pierre-Saint-Paul de Castellare-di-Mercurio                                                          |
| Église Saint-Thomas de Pastoreccia                                                                                | Castello-di-Rostino       |         | 42° 28′ 11″ nord, 9° 18′ 46″ est | « PA00099183 » | Classé MH                                                                                        | 1927        | Église Saint-Thomas de Pastoreccia                                                                                |
| Église Sainte-Marie de Castello-di-Rostino                                                                        | Castello-di-Rostino       |         | 42° 27′ 48″ nord, 9° 18′ 55″ est |                |                                                                                                  |             | Église Sainte-Marie de Castello-di-Rostino                                                                        |
| Église Saint-François de Castifao                                                                                 | Castifao                  |         | 42° 29′ 48″ nord, 9° 06′ 58″ est |                |                                                                                                  |             | Église Saint-François de Castifao                                                                                 |
| Église Saint-Nicolas de Castifao                                                                                  | Castifao                  |         | 42° 30′ 13″ nord, 9° 06′ 46″ est |                |                                                                                                  |             | Église Saint-Nicolas de Castifao                                                                                  |
| Église Notre-Dame-du-Rosaire de Castiglione                                                                       | Castiglione               |         | 42° 25′ 04″ nord, 9° 07′ 41″ est |                |                                                                                                  |             | Église Notre-Dame-du-Rosaire de Castiglione                                                                       |
| Église Saint-Sébastien de Castineta                                                                               | Castineta                 |         | 42° 25′ 23″ nord, 9° 17′ 56″ est |                |                                                                                                  |             | Église Saint-Sébastien de Castineta                                                                               |
| Église San Michele de Castirla                                                                                    | Castirla                  |         | 42° 22′ 20″ nord, 9° 08′ 50″ est | « PA00099186 » | Classé MH                                                                                        | 1993        | Église San Michele de Castirla                                                                                    |
| Église de l'Annonciation de Castirla                                                                              | Castirla                  |         | 42° 22′ 26″ nord, 9° 08′ 39″ est |                |                                                                                                  |             | Église de l'Annonciation de Castirla                                                                              |
| Église de l'Assomption de Cateri                                                                                  | Cateri                    |         | 42° 34′ 16″ nord, 8° 53′ 34″ est | « PA00099187 » | Classé MH                                                                                        | 1992        | Église de l'Assomption de Cateri                                                                                  |
| Église Saint-Sylvestre de Centuri                                                                                 | Centuri                   |         | 42° 57′ 36″ nord, 9° 22′ 09″ est | PA2B000001     | Inscrit MH                                                                                       | 1996        | Église Saint-Sylvestre de Centuri                                                                                 |
| Cathédrale Saint-Érasme de Cervione                                                                               | Cervione                  |         | 42° 19′ 53″ nord, 9° 29′ 30″ est | « PA00099188 » | Classé MH                                                                                        | 1928        | Cathédrale Saint-Érasme de Cervione                                                                               |
| Église de l'Annonciation de Chiatra                                                                               | Chiatra                   |         | 42° 17′ 30″ nord, 9° 28′ 33″ est |                |                                                                                                  |             | Église de l'Annonciation de Chiatra                                                                               |
| Église Saint-Jacques de Chisa                                                                                     | Chisa                     |         | 41° 55′ 27″ nord, 9° 15′ 52″ est |                |                                                                                                  |             | Église Saint-Jacques de Chisa                                                                                     |
| Église de l'Annonciation de Corbara                                                                               | Corbara                   |         | 42° 36′ 54″ nord, 8° 54′ 25″ est | « PA00099190 » | Classé MH                                                                                        | 2013        | Église de l'Annonciation de Corbara                                                                               |
| Église Saint-Sauveur de Corscia                                                                                   | Corscia                   |         | 42° 21′ 19″ nord, 9° 02′ 31″ est |                |                                                                                                  |             | Église Saint-Sauveur de Corscia                                                                                   |
| Église San Giovanni Battista de Corte                                                                             | Corte                     |         | 42° 17′ 39″ nord, 9° 10′ 02″ est | « PA00099194 » | Classé MH                                                                                        | 1968        | Église San Giovanni Battista de Corte                                                                             |
| Église de l'Annonciation de Corte                                                                                 | Corte                     |         | 42° 18′ 18″ nord, 9° 09′ 04″ est | « PA00099193 » | Inscrit MH Église, à l'exclusion de la façade dans son état actuel                               | 1973        | Église de l'Annonciation de Corte                                                                                 |
| Église Saint-Sauveur de Costa                                                                                     | Costa                     |         | 42° 34′ 29″ nord, 9° 00′ 07″ est |                |                                                                                                  |             | Église Saint-Sauveur de Costa                                                                                     |
| Église Saint-Césaire de Croce                                                                                     | Croce                     |         | 42° 24′ 47″ nord, 9° 21′ 53″ est | IA2B000864     |                                                                                                  |             | Image manquante Téléverser                                                                                        |
| Église Saint-André de Crocicchia                                                                                  | Crocicchia                |         | 42° 28′ 27″ nord, 9° 21′ 20″ est | IA2B000559     |                                                                                                  |             | Église Saint-André de Crocicchia                                                                                  |
| Église de l'Annonciation de Crocicchia                                                                            | Crocicchia                |         | 42° 28′ 06″ nord, 9° 21′ 11″ est | IA2B000553     |                                                                                                  |             | Église de l'Annonciation de Crocicchia                                                                            |
| Église Saint-Martin d'Erbajolo                                                                                    | Erbajolo                  |         | 42° 15′ 53″ nord, 9° 17′ 00″ est | « PA00099197 » | Classé MH                                                                                        | 1926        | Église Saint-Martin d'Erbajolo                                                                                    |
| Église Notre-Dame-de-l'Assomption d'Erbajolo                                                                      | Erbajolo                  |         | 42° 15′ 53″ nord, 9° 16′ 59″ est |                |                                                                                                  |             | Église Notre-Dame-de-l'Assomption d'Erbajolo                                                                      |
| Église Saint-Martin d'Érone                                                                                       | Érone                     |         | 42° 22′ 28″ nord, 9° 16′ 22″ est |                |                                                                                                  |             | Église Saint-Martin d'Érone                                                                                       |
| Église Saint-André de Granaggiolo                                                                                 | Ersa                      |         | 42° 58′ 45″ nord, 9° 23′ 20″ est | « PA00099275 » | Inscrit MH                                                                                       | 1990        | Église Saint-André de Granaggiolo                                                                                 |
| Église Santa-Maria-Assunta de Piazza                                                                              | Ersa                      |         | 42° 58′ 35″ nord, 9° 22′ 41″ est |                |                                                                                                  |             | Église Santa-Maria-Assunta de Piazza                                                                              |
| Église Saints-Côme-et-Damien de Farinole                                                                          | Farinole                  |         | 42° 43′ 55″ nord, 9° 21′ 47″ est |                |                                                                                                  |             | Église Saints-Côme-et-Damien de Farinole                                                                          |
| Église Saint-Côme-et-Saint-Damien de Felce                                                                        | Felce                     |         | 42° 21′ 00″ nord, 9° 25′ 05″ est | IA2B000808     |                                                                                                  |             | Église Saint-Côme-et-Saint-Damien de Felce                                                                        |
| Église Saint-Nicolas de Feliceto                                                                                  | Feliceto                  |         | 42° 32′ 42″ nord, 8° 56′ 08″ est |                |                                                                                                  |             | Église Saint-Nicolas de Feliceto                                                                                  |
| Église de l'Immaculée-Conception de Ficaja                                                                        | Ficaja                    |         | 42° 25′ 22″ nord, 9° 21′ 58″ est | IA2B001076     |                                                                                                  |             | Église de l'Immaculée-Conception de Ficaja                                                                        |
| Église San-Biaggio de Focicchia                                                                                   | Focicchia                 |         | 42° 15′ 01″ nord, 9° 17′ 43″ est |                |                                                                                                  |             | Église San-Biaggio de Focicchia                                                                                   |
| Église Saint-Jean-Baptiste de Furiani                                                                             | Furiani                   |         | 42° 39′ 31″ nord, 9° 24′ 49″ est |                |                                                                                                  |             | Église Saint-Jean-Baptiste de Furiani                                                                             |
| Église Santa-Maria de Galéria                                                                                     | Galéria                   |         | 42° 24′ 34″ nord, 8° 38′ 52″ est |                |                                                                                                  |             | Église Santa-Maria de Galéria                                                                                     |
| Église Sainte-Lucie de Prezzuna                                                                                   | Galéria                   |         | 42° 25′ 26″ nord, 8° 45′ 17″ est |                |                                                                                                  |             | Église Sainte-Lucie de Prezzuna                                                                                   |
| Église de l'Annonciation d'Olmi                                                                                   | Gavignano                 |         | 42° 25′ 06″ nord, 9° 17′ 08″ est |                |                                                                                                  |             | Église de l'Annonciation d'Olmi                                                                                   |
| Église Saint-Michel de Ghisonaccia                                                                                | Ghisonaccia               |         | 42° 00′ 57″ nord, 9° 24′ 18″ est |                |                                                                                                  |             | Église Saint-Michel de Ghisonaccia                                                                                |
| Église San-Franceschinu-Mucchielli de Ghisoni                                                                     | Ghisoni                   |         | 42° 06′ 12″ nord, 9° 12′ 46″ est |                |                                                                                                  |             | Église San-Franceschinu-Mucchielli de Ghisoni                                                                     |
| Église Santa-Maria de Ghisoni                                                                                     | Ghisoni                   |         | 42° 06′ 13″ nord, 9° 12′ 44″ est |                |                                                                                                  |             | Église Santa-Maria de Ghisoni                                                                                     |
| Église San Quilico de Giocatojo                                                                                   | Giocatojo                 |         | 42° 26′ 36″ nord, 9° 21′ 14″ est | « PA00099202 » | Classé MH                                                                                        | 1977        | Église San Quilico de Giocatojo                                                                                   |
| Église Saint-Blaise de Giuncaggio                                                                                 | Giuncaggio                |         | 42° 13′ 01″ nord, 9° 22′ 01″ est |                |                                                                                                  |             | Église Saint-Blaise de Giuncaggio                                                                                 |
| Église de l'Immaculée-Conception de L'Île-Rousse                                                                  | L'Île-Rousse              |         | 42° 38′ 05″ nord, 8° 56′ 16″ est |                |                                                                                                  |             | Église de l'Immaculée-Conception de L'Île-Rousse                                                                  |
| Église Notre-Dame-de-la-Miséricorde de L'Île-Rousse                                                               | L'Île-Rousse              |         | 42° 38′ 04″ nord, 8° 56′ 09″ est |                |                                                                                                  |             | Église Notre-Dame-de-la-Miséricorde de L'Île-Rousse                                                               |
| Église de l'Annonciation d'Isolaccio-di-Fiumorbo                                                                  | Isolaccio-di-Fiumorbo     |         | 42° 00′ 06″ nord, 9° 16′ 51″ est |                |                                                                                                  |             | Église de l'Annonciation d'Isolaccio-di-Fiumorbo                                                                  |
| Église Saint-Laurent de Lama                                                                                      | Lama                      |         | 42° 34′ 31″ nord, 9° 10′ 18″ est |                |                                                                                                  |             | Église Saint-Laurent de Lama                                                                                      |
| Église Saint-Clément de Lano                                                                                      | Lano                      |         | à géolocaliser                   |                |                                                                                                  |             | Église Saint-Clément de Lano                                                                                      |
| Église Saint-Bernardin de Lavatoggio                                                                              | Lavatoggio                |         | 42° 34′ 29″ nord, 8° 52′ 40″ est |                |                                                                                                  |             | Église Saint-Bernardin de Lavatoggio                                                                              |
| Église Sainte-Marie-Madeleine de Lento                                                                            | Lento                     |         | 42° 31′ 19″ nord, 9° 16′ 57″ est |                |                                                                                                  |             | Église Sainte-Marie-Madeleine de Lento                                                                            |
| Église Saint-Pierre-et-Saint-Paul de Linguizzetta                                                                 | Linguizzetta              |         | 42° 15′ 51″ nord, 9° 28′ 22″ est |                |                                                                                                  |             | Église Saint-Pierre-et-Saint-Paul de Linguizzetta                                                                 |
| Église Saint-André de Loreto-di-Casinca                                                                           | Loreto-di-Casinca         |         | 42° 28′ 38″ nord, 9° 25′ 54″ est | « PA00099206 » | Classé MH                                                                                        | 1976        | Église Saint-André de Loreto-di-Casinca                                                                           |
| Église Saint-Jacques-le-Majeur de Lozzi                                                                           | Lozzi                     |         | 42° 20′ 44″ nord, 9° 00′ 16″ est |                |                                                                                                  |             | Église Saint-Jacques-le-Majeur de Lozzi                                                                           |
| Église de l'Assomption de Lozzi                                                                                   | Lozzi                     |         | 42° 20′ 20″ nord, 8° 59′ 28″ est |                |                                                                                                  |             | Église de l'Assomption de Lozzi                                                                                   |
| Cathédrale Sainte-Marie-de-l'Assomption de Lucciana                                                               | Lucciana                  |         | 42° 32′ 21″ nord, 9° 29′ 43″ est | « PA00099209 » | Classé MH                                                                                        | 1886        | Cathédrale Sainte-Marie-de-l'Assomption de Lucciana                                                               |
| Église San Parteo de Lucciana                                                                                     | Lucciana                  |         | 42° 32′ 17″ nord, 9° 29′ 20″ est | « PA00099207 » | Classé MH                                                                                        | 1886        | Église San Parteo de Lucciana                                                                                     |
| Église Saint-Michel de Lucciana                                                                                   | Lucciana                  |         | 42° 32′ 47″ nord, 9° 25′ 03″ est | « PA00132606 » | Inscrit MH                                                                                       | 1994        | Église Saint-Michel de Lucciana                                                                                   |
| Église San-Quilicu de Lugo-di-Nazza                                                                               | Lugo-di-Nazza             |         | 42° 04′ 27″ nord, 9° 18′ 07″ est |                |                                                                                                  |             | Église San-Quilicu de Lugo-di-Nazza                                                                               |
| Église Sainte-Marie de Lumio                                                                                      | Lumio                     |         | 42° 34′ 41″ nord, 8° 50′ 03″ est |                |                                                                                                  |             | Église Sainte-Marie de Lumio                                                                                      |
| Église de l'Annunziata de Lumio                                                                                   | Lumio                     |         | 42° 35′ 03″ nord, 8° 50′ 21″ est |                |                                                                                                  |             | Église de l'Annunziata de Lumio                                                                                   |
| Église Saint-Pierre-de-Piazza de Luri                                                                             | Luri                      |         | 42° 53′ 49″ nord, 9° 24′ 15″ est | « PA00099271 » | Inscrit MH                                                                                       | 1990        | Église Saint-Pierre-de-Piazza de Luri                                                                             |
| Église Saint-Pancrace de Barghjana                                                                                | Manso                     |         | 42° 21′ 54″ nord, 8° 47′ 47″ est |                |                                                                                                  |             | Église Saint-Pancrace de Barghjana                                                                                |
| Église Saint-Bernardin de Matra                                                                                   | Matra                     |         | à géolocaliser                   |                |                                                                                                  |             | Image manquante Téléverser                                                                                        |
| Église San Salvadore de Mausoléo                                                                                  | Mausoléo                  |         | 42° 31′ 12″ nord, 9° 00′ 29″ est |                |                                                                                                  |             | Église San Salvadore de Mausoléo                                                                                  |
| Église Saint-Cyprien de Mazzola                                                                                   | Mazzola                   |         | 42° 18′ 04″ nord, 9° 18′ 39″ est |                |                                                                                                  |             | Image manquante Téléverser                                                                                        |
| Église Saint-Roch de Meria                                                                                        | Meria                     |         | 42° 54′ 37″ nord, 9° 26′ 42″ est |                |                                                                                                  |             | Image manquante Téléverser                                                                                        |
| Église Saint-Siméon de Moïta                                                                                      | Moïta                     |         | à géolocaliser                   |                |                                                                                                  |             | Image manquante Téléverser                                                                                        |
| Église de l'Annonciation de Moltifao                                                                              | Moltifao                  |         | 42° 29′ 18″ nord, 9° 07′ 01″ est |                |                                                                                                  |             | Église de l'Annonciation de Moltifao                                                                              |
| Église Saint-Barthélémy de Monacia-d'Orezza                                                                       | Monacia-d'Orezza          |         | 42° 22′ 52″ nord, 9° 25′ 28″ est | IA2B001109     |                                                                                                  |             | Église Saint-Barthélémy de Monacia-d'Orezza                                                                       |
| Ancienne église Sainte-Lucie de Monacia-d'Orezza                                                                  | Monacia-d'Orezza          |         | à géolocaliser                   | IA2B001102     |                                                                                                  |             | Image manquante Téléverser                                                                                        |
| Église Saint-Roch de Moncale                                                                                      | Moncale                   |         | 42° 30′ 35″ nord, 8° 50′ 13″ est |                |                                                                                                  |             | Église Saint-Roch de Moncale                                                                                      |
| Église San-Salvadore de Monte                                                                                     | Monte                     |         | à géolocaliser                   |                |                                                                                                  |             | Image manquante Téléverser                                                                                        |
| Église de l'Immaculée-Conception de Carognu                                                                       | Monte                     |         | à géolocaliser                   |                |                                                                                                  |             | Image manquante Téléverser                                                                                        |
| Chapelle Saint-Rainier de Lunghignano                                                                             | Montegrosso               |         | 42° 32′ 44″ nord, 8° 52′ 45″ est | « PA00099212 » | Classé MH                                                                                        | 1930        | Chapelle Saint-Rainier de Lunghignano                                                                             |
| Église Saint-Augustin de Montemaggiore                                                                            | Montegrosso               |         | 42° 32′ 44″ nord, 8° 52′ 25″ est | « PA00099213 » | Inscrit MH                                                                                       | 1987        | Église Saint-Augustin de Montemaggiore                                                                            |
| Église de l'Annonciation de Cassano                                                                               | Montegrosso               |         | à géolocaliser                   |                |                                                                                                  |             | Église de l'Annonciation de Cassano                                                                               |
| Église Saint-Vitus de Lunghignano                                                                                 | Montegrosso               |         | 42° 32′ 29″ nord, 8° 53′ 13″ est |                |                                                                                                  |             | Église Saint-Vitus de Lunghignano                                                                                 |
| Église Saint-François-Xavier de Monticello                                                                        | Monticello                |         | 42° 37′ 01″ nord, 8° 57′ 18″ est | « PA00099214 » | Classé MH                                                                                        | 1992        | Église Saint-François-Xavier de Monticello                                                                        |
| Église Saint-Sébastien de Monticello                                                                              | Monticello                |         | 42° 37′ 01″ nord, 8° 57′ 18″ est |                |                                                                                                  |             | Église Saint-Sébastien de Monticello                                                                              |
| Église Santa Reparata de Morosaglia                                                                               | Morosaglia                |         | 42° 26′ 14″ nord, 9° 18′ 08″ est | « PA00125392 » | Inscrit MH                                                                                       | 1993        | Église Santa Reparata de Morosaglia                                                                               |
| Église du Sacré-Cœur de Ponte-Leccia                                                                              | Morosaglia                |         | à géolocaliser                   |                |                                                                                                  |             | Église du Sacré-Cœur de Ponte-Leccia                                                                              |
| Église Saint-François-d'Assise de Morosaglia                                                                      | Morosaglia                |         | à géolocaliser                   |                |                                                                                                  |             | Image manquante Téléverser                                                                                        |
| Église Saint-Cyprien de Mucchieta                                                                                 | Morsiglia                 |         | 42° 56′ 27″ nord, 9° 22′ 08″ est | PA2B000002     | Inscrit MH                                                                                       | 1996        | Église Saint-Cyprien de Mucchieta                                                                                 |
| Église Saint-Antoine de Muracciole                                                                                | Muracciole                |         | 42° 10′ 13″ nord, 9° 11′ 05″ est |                |                                                                                                  |             | Église Saint-Antoine de Muracciole                                                                                |
| Église Saint-Michel de Murato                                                                                     | Murato                    |         | 42° 35′ 10″ nord, 9° 20′ 01″ est | « PA00099217 » | Classé MH                                                                                        | 1840        | Église Saint-Michel de Murato                                                                                     |
| Église Saint-Jean-l'Évangéliste de Murato                                                                         | Murato                    |         | 42° 34′ 33″ nord, 9° 19′ 29″ est |                |                                                                                                  |             | Église Saint-Jean-l'Évangéliste de Murato                                                                         |
| Église de l'Annonciation de Murato                                                                                | Murato                    |         | 42° 34′ 44″ nord, 9° 19′ 43″ est |                |                                                                                                  |             | Église de l'Annonciation de Murato                                                                                |
| Église de l'Annunziata de Muro                                                                                    | Muro                      |         | 42° 32′ 49″ nord, 8° 54′ 54″ est | PA2B000032     | Inscrit MH                                                                                       | 2016        | Église de l'Annunziata de Muro                                                                                    |
| Église Saint-Pierre de Murato                                                                                     | Muro                      |         | à géolocaliser                   |                |                                                                                                  |             | Image manquante Téléverser                                                                                        |
| Église Saint-Joseph de Nessa                                                                                      | Nessa                     |         | 42° 33′ 01″ nord, 8° 57′ 00″ est |                |                                                                                                  |             | Église Saint-Joseph de Nessa                                                                                      |
| Église Saint-Michel de Nocario                                                                                    | Nocario                   |         | 42° 23′ 54″ nord, 9° 21′ 08″ est | IA2B001056     |                                                                                                  |             | Église Saint-Michel de Nocario                                                                                    |
| Église Saint-Paul de Noceta                                                                                       | Noceta                    |         | à géolocaliser                   |                |                                                                                                  |             | Église Saint-Paul de Noceta                                                                                       |
| Église Sainte-Julie de Nonza                                                                                      | Nonza                     |         | 42° 47′ 06″ nord, 9° 20′ 43″ est | « PA00099218 » | Inscrit MH                                                                                       | 1984        | Église Sainte-Julie de Nonza                                                                                      |
| Église Saint-Étienne de Novale                                                                                    | Novale                    |         | 42° 18′ 36″ nord, 9° 24′ 52″ est | IA2B001132     |                                                                                                  |             | Église Saint-Étienne de Novale                                                                                    |
| Église Santa Croce de Novella                                                                                     | Novella                   |         | 42° 35′ 08″ nord, 9° 06′ 57″ est | « PA00099220 » | Inscrit MH                                                                                       | 1985        | Église Santa Croce de Novella                                                                                     |
| Église Saint-Barthélemy d'Occhiatana                                                                              | Occhiatana                |         | 42° 34′ 29″ nord, 9° 00′ 34″ est |                |                                                                                                  |             | Église Saint-Barthélemy d'Occhiatana                                                                              |
| Église de l'Annonciation d'Ogliastro                                                                              | Ogliastro                 |         | 42° 49′ 04″ nord, 9° 20′ 55″ est |                |                                                                                                  |             | Église de l'Annonciation d'Ogliastro                                                                              |
| Église Saint-André de Ferragini                                                                                   | Olcani                    |         | 42° 48′ 31″ nord, 9° 22′ 34″ est |                |                                                                                                  |             | Église Saint-André de Ferragini                                                                                   |
| Église San Quilicu d'Olcani                                                                                       | Olcani                    |         | 42° 48′ 20″ nord, 9° 22′ 20″ est |                |                                                                                                  |             | Église San Quilicu d'Olcani                                                                                       |
| Église Saint-Roch d'Olcani                                                                                        | Olcani                    |         | à géolocaliser                   |                |                                                                                                  |             | Église Saint-Roch d'Olcani                                                                                        |
| Église Saint-André d'Oletta                                                                                       | Oletta                    |         | 42° 38′ 00″ nord, 9° 21′ 18″ est | « PA00099223 » | Classé MH                                                                                        | 1979        | Église Saint-André d'Oletta                                                                                       |
| Église Saint-Césaire de Grillasca                                                                                 | Olmeta-di-Capocorso       |         | 42° 46′ 01″ nord, 9° 22′ 11″ est | IA2B001467     |                                                                                                  |             | Église Saint-Césaire de Grillasca                                                                                 |
| Église Sainte-Marie-de-l'Assomption d'Olmeta-di-Tuda                                                              | Olmeta-di-Tuda            |         | 42° 36′ 43″ nord, 9° 21′ 23″ est |                |                                                                                                  |             | Église Sainte-Marie-de-l'Assomption d'Olmeta-di-Tuda                                                              |
| Église Saint-Nicolas d'Olmi-Cappella                                                                              | Olmi-Cappella             |         | 42° 31′ 38″ nord, 9° 00′ 55″ est |                |                                                                                                  |             | Église Saint-Nicolas d'Olmi-Cappella                                                                              |
| Église Saint-Cyr-et-Sainte-Julitte d'Olmo                                                                         | Olmo                      |         | à géolocaliser                   | IA2B000349     |                                                                                                  |             | Image manquante Téléverser                                                                                        |
| Église San-Quilico d'Olmo                                                                                         | Olmo                      |         | à géolocaliser                   |                |                                                                                                  |             | Image manquante Téléverser                                                                                        |
| Église Saint-André d'Omessa                                                                                       | Omessa                    |         | 42° 22′ 12″ nord, 9° 11′ 54″ est | « PA00099225 » | Classé MH                                                                                        | 2019        | Église Saint-André d'Omessa                                                                                       |
| Église Notre-Dame-des-Grâces de Francardo                                                                         | Omessa                    |         | 42° 23′ 53″ nord, 9° 11′ 32″ est |                |                                                                                                  |             | Église Notre-Dame-des-Grâces de Francardo                                                                         |
| Église Sainte-Marie d'Ortale                                                                                      | Ortale                    |         | à géolocaliser                   | IA2B000746     |                                                                                                  |             | Image manquante Téléverser                                                                                        |
| Église Saint-Augustin d'Ortiporio                                                                                 | Ortiporio                 |         | 42° 27′ 30″ nord, 9° 20′ 52″ est | IA2B000371     |                                                                                                  |             | Église Saint-Augustin d'Ortiporio                                                                                 |
| Église Santa Maria Assunta de Palasca                                                                             | Palasca                   |         | 42° 35′ 20″ nord, 9° 02′ 34″ est | PA2B000033     | Inscrit MH                                                                                       | 2016        | Église Santa Maria Assunta de Palasca                                                                             |
| Église de l'Annonciation de Pancheraccia                                                                          | Pancheraccia              |         | à géolocaliser                   |                |                                                                                                  |             | Église de l'Annonciation de Pancheraccia                                                                          |
| Église Saint-Gavin dite San-Gavinu de Parata                                                                      | Parata                    |         | à géolocaliser                   | IA2B000837     |                                                                                                  |             | Image manquante Téléverser                                                                                        |
| Église Saint-Martin de Patrimonio                                                                                 | Patrimonio                |         | 42° 42′ 02″ nord, 9° 21′ 43″ est | « PA00099226 » | Inscrit MH                                                                                       | 1939        | Église Saint-Martin de Patrimonio                                                                                 |
| Église de la Nativité-de-la-Vierge de Penta-Acquatella                                                            | Penta-Acquatella          |         | 42° 28′ 03″ nord, 9° 22′ 17″ est | IA2B000614     |                                                                                                  |             | Église de la Nativité-de-la-Vierge de Penta-Acquatella                                                            |
| Église Saint-Michel de Penta-di-Casinca                                                                           | Penta-di-Casinca          |         | 42° 28′ 03″ nord, 9° 27′ 35″ est | « PA00099267 » | Inscrit MH                                                                                       | 1990        | Église Saint-Michel de Penta-di-Casinca                                                                           |
| Église du Christ-Roi de Folelli                                                                                   | Penta-di-Casinca          |         | 42° 26′ 46″ nord, 9° 30′ 26″ est |                |                                                                                                  |             | Image manquante Téléverser                                                                                        |
| Ancienne église Saint-Michel de Penta-di-Casinca                                                                  | Penta-di-Casinca          |         | 42° 27′ 42″ nord, 9° 27′ 31″ est | IA2B000230     |                                                                                                  |             | Ancienne église Saint-Michel de Penta-di-Casinca                                                                  |
| Église Saint-Sylvestre de Perelli                                                                                 | Perelli                   |         | 42° 23′ 35″ nord, 9° 23′ 35″ est | IA2B000743     |                                                                                                  |             | Image manquante Téléverser                                                                                        |
| Église de l'Annonciation de Pero                                                                                  | Pero-Casevecchie          |         | à géolocaliser                   | IA2B001221     |                                                                                                  |             | Image manquante Téléverser                                                                                        |
| Église Sainte-Cécile de Pianello                                                                                  | Pianello                  |         | à géolocaliser                   |                |                                                                                                  |             | Image manquante Téléverser                                                                                        |
| Église Saint-Roch de Piano                                                                                        | Piano                     |         | 42° 26′ 49″ nord, 9° 24′ 16″ est | IA2B001113     |                                                                                                  |             | Église Saint-Roch de Piano                                                                                        |
| Église de l'Annonciation de Piazzole                                                                              | Piazzole                  |         | 42° 23′ 36″ nord, 9° 24′ 08″ est | IA2B000827     |                                                                                                  |             | Image manquante Téléverser                                                                                        |
| Église Saint-Antoine-de-Padoue de Pie-d'Orezza                                                                    | Pie-d'Orezza              |         | à géolocaliser                   | IA2B001010     |                                                                                                  |             | Image manquante Téléverser                                                                                        |
| Église Santa Maria Assunta de Piedicorte-di-Gaggio                                                                | Piedicorte-di-Gaggio      |         | 42° 14′ 10″ nord, 9° 19′ 41″ est | « PA00099228 » | Classé MH                                                                                        | 1958        | Église Santa Maria Assunta de Piedicorte-di-Gaggio                                                                |
| Église Saint-Pierre-et-Saint-Paul de Piedicroce                                                                   | Piedicroce                |         | 42° 22′ 35″ nord, 9° 22′ 04″ est | « PA00099230 » | Classé MH                                                                                        | 1976        | Église Saint-Pierre-et-Saint-Paul de Piedicroce                                                                   |
| Église Saint-Michel de Piedigriggio                                                                               | Piedigriggio              |         | 42° 26′ 54″ nord, 9° 10′ 17″ est |                |                                                                                                  |             | Église Saint-Michel de Piedigriggio                                                                               |
| Église Saint-Bernardin de Piedipartino                                                                            | Piedipartino              |         | 42° 22′ 06″ nord, 9° 21′ 32″ est | IA2B001003     |                                                                                                  |             | Église Saint-Bernardin de Piedipartino                                                                            |
| Église Saint-Élie de Pietra-di-Verde                                                                              | Pietra-di-Verde           |         | à géolocaliser                   |                |                                                                                                  |             | Église Saint-Élie de Pietra-di-Verde                                                                              |
| Église Saint-Clément de Pietracorbara                                                                             | Pietracorbara             |         | 42° 50′ 40″ nord, 9° 26′ 49″ est |                |                                                                                                  |             | Église Saint-Clément de Pietracorbara                                                                             |
| Église Saint-Roch de Pietracorbara                                                                                | Pietracorbara             |         | 42° 50′ 38″ nord, 9° 25′ 19″ est |                |                                                                                                  |             | Église Saint-Roch de Pietracorbara                                                                                |
| Église Saint-Césaire de Pietracorbara                                                                             | Pietracorbara             |         | 42° 50′ 39″ nord, 9° 25′ 09″ est |                |                                                                                                  |             | Église Saint-Césaire de Pietracorbara                                                                             |
| Église Saint-Roch de Pietralba                                                                                    | Pietralba                 |         | 42° 32′ 47″ nord, 9° 11′ 06″ est |                |                                                                                                  |             | Église Saint-Roch de Pietralba                                                                                    |
| Église Saint-Roch de Pietraserena                                                                                 | Pietraserena              |         | 42° 14′ 11″ nord, 9° 20′ 43″ est | « PA00099231 » | Classé MH                                                                                        | 1992        | Église Saint-Roch de Pietraserena                                                                                 |
| Église Saint-Sauveur de Pietricaggio                                                                              | Pietricaggio              |         | à géolocaliser                   | IA2B000547     |                                                                                                  |             | Image manquante Téléverser                                                                                        |
| Église Saint-Laurent de Pietroso                                                                                  | Pietroso                  |         | 42° 09′ 26″ nord, 9° 16′ 16″ est |                |                                                                                                  |             | Église Saint-Laurent de Pietroso                                                                                  |
| Église San-Quilico de Piève                                                                                       | Piève                     |         | 42° 34′ 51″ nord, 9° 17′ 17″ est |                |                                                                                                  |             | Église San-Quilico de Piève                                                                                       |
| Église de l'Immaculée-Conception de Pigna                                                                         | Pigna                     |         | 42° 35′ 57″ nord, 8° 54′ 10″ est |                |                                                                                                  |             | Église de l'Immaculée-Conception de Pigna                                                                         |
| Église Santa Maria Assunta de Pino                                                                                | Pino                      |         | 42° 54′ 35″ nord, 9° 21′ 04″ est |                |                                                                                                  |             | Église Santa Maria Assunta de Pino                                                                                |
| Église de l'Annonciation, dite l'Annunziata de Piobetta                                                           | Piobetta                  |         | 42° 20′ 44″ nord, 9° 22′ 58″ est | IA2B001157     |                                                                                                  |             | Église de l'Annonciation, dite l'Annunziata de Piobetta                                                           |
| Église Santa Maria Assunta de Pioggiola                                                                           | Pioggiola                 |         | 42° 31′ 54″ nord, 8° 59′ 47″ est |                |                                                                                                  |             | Église Santa Maria Assunta de Pioggiola                                                                           |
| Église San-Cerbone de Poggio-d'Oletta                                                                             | Poggio-d'Oletta           |         | 42° 38′ 23″ nord, 9° 21′ 36″ est |                |                                                                                                  |             | Église San-Cerbone de Poggio-d'Oletta                                                                             |
| Église Saint-Pierre-et-Saint-André de Poggio-di-Nazza                                                             | Poggio-di-Nazza           |         | 42° 38′ 23″ nord, 9° 21′ 36″ est |                |                                                                                                  |             | Église Saint-Pierre-et-Saint-André de Poggio-di-Nazza                                                             |
| Église Saint-Quirice de Poggio-di-Venaco                                                                          | Poggio-di-Venaco          |         | 42° 15′ 26″ nord, 9° 11′ 10″ est |                |                                                                                                  |             | Église Saint-Quirice de Poggio-di-Venaco                                                                          |
| Église Saint-Blaise de Poggio-Marinaccio                                                                          | Poggio-Marinaccio         |         | 42° 26′ 03″ nord, 9° 21′ 13″ est | PA2B000041     | Classé MH                                                                                        | 2019        | Église Saint-Blaise de Poggio-Marinaccio                                                                          |
| Église Saint-Jean-Baptiste de Poggio-Mezzana                                                                      | Poggio-Mezzana            |         | à géolocaliser                   | IA2B000857     |                                                                                                  |             | Image manquante Téléverser                                                                                        |
| Église Sainte-Marie de Polveroso                                                                                  | Polveroso                 |         | à géolocaliser                   | IA2B000095     |                                                                                                  |             | Image manquante Téléverser                                                                                        |
| Église Saint-Dominique de Popolasca                                                                               | Popolasca                 |         | à géolocaliser                   |                |                                                                                                  |             | Église Saint-Dominique de Popolasca                                                                               |
| Église Saint-Nicolas de Porri                                                                                     | Porri                     |         | à géolocaliser                   | IA2B000026     |                                                                                                  |             | Image manquante Téléverser                                                                                        |
| Église Saint-Jean-Baptiste de La Porta                                                                            | La Porta                  |         | 42° 25′ 24″ nord, 9° 21′ 10″ est | « PA00099234 » | Classé MH                                                                                        | 1975        | Église Saint-Jean-Baptiste de La Porta                                                                            |
| Église de l'Annonciation de Prato-di-Giovellina                                                                   | Prato-di-Giovellina       |         | à géolocaliser                   |                |                                                                                                  |             | Église de l'Annonciation de Prato-di-Giovellina                                                                   |
| Église Saint-Cyr-et-Sainte-Julitte de Prunelli-di-Casacconi                                                       | Prunelli-di-Casacconi     |         | à géolocaliser                   | IA2B000331     |                                                                                                  |             | Image manquante Téléverser                                                                                        |
| Église Santa-Maria de Prunelli-di-Fiumorbo                                                                        | Prunelli-di-Fiumorbo      |         | 42° 00′ 36″ nord, 9° 19′ 25″ est |                |                                                                                                  |             | Église Santa-Maria de Prunelli-di-Fiumorbo                                                                        |
| Église Santa Maria de Pruno                                                                                       | Pruno                     |         | 42° 24′ 58″ nord, 9° 26′ 24″ est | « PA00099235 » | Classé MH                                                                                        | 1983        | Image manquante Téléverser                                                                                        |
| Église de l'Assomption de Pruno                                                                                   | Pruno                     |         | à géolocaliser                   | IA2B001087     |                                                                                                  |             | Image manquante Téléverser                                                                                        |
| Église Notre-Dame-du-Mont-Carmel de Stoppia Nova                                                                  | Quercitello               |         | 42° 25′ 51″ nord, 9° 20′ 23″ est | « PA00099236 » | Classé MH                                                                                        | 1976        | Image manquante Téléverser                                                                                        |
| Église San Cipriano de Quercitello                                                                                | Quercitello               |         | 42° 25′ 42″ nord, 9° 21′ 17″ est | « PA00099237 » | Inscrit MH                                                                                       | 1976        | Église San Cipriano de Quercitello                                                                                |
| Église Saint-Charles de Quercitello                                                                               | Quercitello               |         | à géolocaliser                   |                |                                                                                                  |             | Image manquante Téléverser                                                                                        |
| Église Notre-Dame-de-l'Assomption de Rapaggio                                                                     | Rapaggio                  |         | 42° 22′ 25″ nord, 9° 23′ 22″ est | IA2B001032     |                                                                                                  |             | Église Notre-Dame-de-l'Assomption de Rapaggio                                                                     |
| Église Saint-Césaire de Rapale                                                                                    | Rapale                    |         | 42° 35′ 04″ nord, 9° 18′ 15″ est | « PA00099238 » | Classé MH                                                                                        | 1840        | Image manquante Téléverser                                                                                        |
| Église Santa Maria Assunta de Rapale                                                                              | Rapale                    |         | 42° 35′ 25″ nord, 9° 18′ 07″ est |                |                                                                                                  |             | Église Santa Maria Assunta de Rapale                                                                              |
| Église Saint-Antoine de Riventosa                                                                                 | Riventosa                 |         | 42° 15′ 07″ nord, 9° 10′ 58″ est |                |                                                                                                  |             | Église Saint-Antoine de Riventosa                                                                                 |
| Église Santa Maria della Chiappella de Rogliano                                                                   | Rogliano                  |         | 42° 59′ 12″ nord, 9° 27′ 14″ est | « PA00099272 » | Inscrit MH                                                                                       | 1990        | Église Santa Maria della Chiappella de Rogliano                                                                   |
| Église Sant'Agnellu de Rogliano                                                                                   | Rogliano                  |         | 42° 57′ 17″ nord, 9° 25′ 04″ est |                |                                                                                                  |             | Église Sant'Agnellu de Rogliano                                                                                   |
| Église Santa Chiara de Rogliano                                                                                   | Rogliano                  |         | 42° 56′ 57″ nord, 9° 24′ 58″ est |                |                                                                                                  |             | Église Santa Chiara de Rogliano                                                                                   |
| Église Saint-Martin de Rospigliani                                                                                | Rospigliani               |         | 42° 11′ 25″ nord, 9° 13′ 48″ est |                |                                                                                                  |             | Église Saint-Martin de Rospigliani                                                                                |
| Église de la Nativité de Rusio                                                                                    | Rusio                     |         | 42° 21′ 43″ nord, 9° 15′ 38″ est |                |                                                                                                  |             | Église de la Nativité de Rusio                                                                                    |
| Église Saint-Vitus de Rutali                                                                                      | Rutali                    |         | 42° 34′ 47″ nord, 9° 21′ 42″ est |                |                                                                                                  |             | Église Saint-Vitus de Rutali                                                                                      |
| Cathédrale de Nebbio                                                                                              | Saint-Florent             |         | 42° 40′ 47″ nord, 9° 18′ 40″ est | « PA00099241 » | Classé MH                                                                                        | 1840        | Cathédrale de Nebbio                                                                                              |
| Église Sainte-Anne de Saint-Florent                                                                               | Saint-Florent             |         | 42° 40′ 50″ nord, 9° 18′ 09″ est |                |                                                                                                  |             | Église Sainte-Anne de Saint-Florent                                                                               |
| Église de l'Annonciation de Saliceto                                                                              | Saliceto                  |         | à géolocaliser                   |                |                                                                                                  |             | Image manquante Téléverser                                                                                        |
| Église Saint-Césaire de Saliceto                                                                                  | Saliceto                  |         | à géolocaliser                   |                |                                                                                                  |             | Église Saint-Césaire de Saliceto                                                                                  |
| Église Saints-Côme-et-Damien de San-Damiano                                                                       | San-Damiano               |         | à géolocaliser                   |                |                                                                                                  |             | Église Saints-Côme-et-Damien de San-Damiano                                                                       |
| Église de l'Annonciation de Poggio                                                                                | San-Gavino-d'Ampugnani    |         | à géolocaliser                   | IA2B000871     |                                                                                                  |             | Église de l'Annonciation de Poggio                                                                                |
| Église San-Gavino de Casanova                                                                                     | San-Gavino-d'Ampugnani    |         | 42° 24′ 56″ nord, 9° 25′ 26″ est |                |                                                                                                  |             | Image manquante Téléverser                                                                                        |
| Église Saint-Antoine, abbé de San-Gavino-di-Fiumorbo                                                              | San-Gavino-di-Fiumorbo    |         | 42° 58′ 59″ nord, 9° 16′ 07″ est |                |                                                                                                  |             | Église Saint-Antoine, abbé de San-Gavino-di-Fiumorbo                                                              |
| Église San-Gavinu de San-Gavino-di-Tenda                                                                          | San-Gavino-di-Tenda       |         | 42° 35′ 54″ nord, 9° 15′ 55″ est |                |                                                                                                  |             | Église San-Gavinu de San-Gavino-di-Tenda                                                                          |
| Église San Giovanni de San Giovanni-di-Moriani                                                                    | San-Giovanni-di-Moriani   |         | 42° 22′ 39″ nord, 9° 28′ 36″ est | « PA00099242 » | Classé MH Clocher ; Inscrit MH Église paroissiale, sauf clocher classé, et chapelle de confrérie | 1989 ; 1989 | Église San Giovanni de San Giovanni-di-Moriani                                                                    |
| Église Saint-Julien de Favalello                                                                                  | San-Giuliano              |         | 42° 18′ 52″ nord, 9° 29′ 26″ est | IA2B000455     |                                                                                                  |             | Église Saint-Julien de Favalello                                                                                  |
| Église Saint-Julien de Casalta                                                                                    | San-Giuliano              |         | 42° 18′ 36″ nord, 9° 28′ 59″ est | IA2B000460     |                                                                                                  |             | Image manquante Téléverser                                                                                        |
| Église Saint-Laurent de San-Lorenzo                                                                               | San-Lorenzo               |         | 42° 22′ 59″ nord, 9° 17′ 12″ est |                |                                                                                                  |             | Église Saint-Laurent de San-Lorenzo                                                                               |
| Église Sainte-Dévote de Pietra Nera                                                                               | San-Martino-di-Lota       |         | à géolocaliser                   |                |                                                                                                  |             | Image manquante Téléverser                                                                                        |
| Église Saint-Martin de San-Martino-di-Lota                                                                        | San-Martino-di-Lota       |         | 42° 44′ 11″ nord, 9° 26′ 17″ est | PA2B000044     | Inscrit MH                                                                                       | 2020        | Église Saint-Martin de San-Martino-di-Lota                                                                        |
| Église Saint-Nicolas de San-Nicolao                                                                               | San-Nicolao               |         | 42° 22′ nord, 9° 30′ est         | « PA00099243 » | Classé MH                                                                                        | 1976        | Église Saint-Nicolas de San-Nicolao                                                                               |
| Église Saint-André de Sant'Andréa-di-Bozio                                                                        | Sant'Andréa-di-Bozio      |         | 42° 17′ 41″ nord, 9° 18′ 26″ est | « PA00125393 » | Inscrit MH                                                                                       | 1993        | Église Saint-André de Sant'Andréa-di-Bozio                                                                        |
| Église Saint-André de Sant'Andréa-di-Cotone                                                                       | Sant'Andréa-di-Cotone     |         | à géolocaliser                   | IA2B000726     |                                                                                                  |             | Image manquante Téléverser                                                                                        |
| Église de l'Annonciation de Sant'Antonino                                                                         | Sant'Antonino             |         | 42° 35′ 21″ nord, 8° 54′ 25″ est |                |                                                                                                  |             | Église de l'Annonciation de Sant'Antonino                                                                         |
| Église Sainte-Lucie de Santa-Lucia-di-Mercurio                                                                    | Santa-Lucia-di-Mercurio   |         | 42° 19′ 35″ nord, 9° 13′ 18″ est |                |                                                                                                  |             | Église Sainte-Lucie de Santa-Lucia-di-Mercurio                                                                    |
| Église Sainte-Lucie de Santa-Lucia-di-Moriani                                                                     | Santa-Lucia-di-Moriani    |         | 42° 19′ 35″ nord, 9° 13′ 18″ est | IA2B000466     |                                                                                                  |             | Image manquante Téléverser                                                                                        |
| Église Saint-Antoine de Figarella                                                                                 | Santa-Maria-di-Lota       |         | 42° 44′ 49″ nord, 9° 26′ 02″ est |                |                                                                                                  |             | Église Saint-Antoine de Figarella                                                                                 |
| Église de l'Assomption de Mandriale                                                                               | Santa-Maria-di-Lota       |         | à géolocaliser                   |                |                                                                                                  |             | Église de l'Assomption de Mandriale                                                                               |
| Église Saint-Théophile de Miomo                                                                                   | Santa-Maria-di-Lota       |         | à géolocaliser                   |                |                                                                                                  |             | Image manquante Téléverser                                                                                        |
| Église de l'Assomption de Santa-Maria-Poggio                                                                      | Santa-Maria-Poggio        |         | à géolocaliser                   | IA2B000434     |                                                                                                  |             | Image manquante Téléverser                                                                                        |
| Église Santa Reparata di Balagna                                                                                  | Santa-Reparata-di-Balagna |         | 42° 36′ 14″ nord, 8° 55′ 46″ est | « PA00099245 » | Classé MH                                                                                        | 1976        | Église Santa Reparata di Balagna                                                                                  |
| Église Saint-Roch d'Occiglioni                                                                                    | Santa-Reparata-di-Balagna |         | à géolocaliser                   |                |                                                                                                  |             | Église Saint-Roch d'Occiglioni                                                                                    |
| Église Santa-Riparata de Santa-Reparata-di-Moriani                                                                | Santa-Reparata-di-Moriani |         | à géolocaliser                   |                |                                                                                                  |             | Image manquante Téléverser                                                                                        |
| Église Saint-Jean de Santo-Pietro-di-Tenda                                                                        | Santo-Pietro-di-Tenda     |         | 42° 36′ 17″ nord, 9° 15′ 39″ est | « PA00099273 » | Inscrit MH                                                                                       | 1990        | Église Saint-Jean de Santo-Pietro-di-Tenda                                                                        |
| Église Saint-Pierre-et-Saint-Paul de Santo-Pietro-di-Venaco                                                       | Santo-Pietro-di-Venaco    |         | 42° 14′ 45″ nord, 9° 10′ 22″ est |                |                                                                                                  |             | Église Saint-Pierre-et-Saint-Paul de Santo-Pietro-di-Venaco                                                       |
| Église Sainte-Cécile de Scata                                                                                     | Scata                     |         | 42° 25′ 06″ nord, 9° 24′ 08″ est | IA2B001166     |                                                                                                  |             | Église Sainte-Cécile de Scata                                                                                     |
| Église San-Mamiliano de Scolca                                                                                    | Scolca                    |         | 42° 31′ 49″ nord, 9° 21′ 49″ est |                |                                                                                                  |             | Église San-Mamiliano de Scolca                                                                                    |
| Église de l'Annonciation de Sermano                                                                               | Sermano                   |         | à géolocaliser                   |                |                                                                                                  |             | Église de l'Annonciation de Sermano                                                                               |
| Église Saint-Laurent de Serra-di-Fiumorbo                                                                         | Serra-di-Fiumorbo         |         | 41° 59′ 04″ nord, 9° 20′ 10″ est |                |                                                                                                  |             | Église Saint-Laurent de Serra-di-Fiumorbo                                                                         |
| Église Saint-Sébastien de Silvareccio                                                                             | Silvareccio               |         | 41° 26′ 59″ nord, 9° 24′ 35″ est | IA2B000853     |                                                                                                  |             | Église Saint-Sébastien de Silvareccio                                                                             |
| Église San-Martino de Sisco                                                                                       | Sisco                     |         | 41° 49′ 00″ nord, 9° 25′ 48″ est | IA2B001859     |                                                                                                  |             | Église San-Martino de Sisco                                                                                       |
| Église Saint-Jean-Baptiste de Solaro                                                                              | Solaro                    |         | 41° 54′ 16″ nord, 9° 19′ 41″ est |                |                                                                                                  |             | Église Saint-Jean-Baptiste de Solaro                                                                              |
| Église Saint-Jean de Sorbo-Ocagnano                                                                               | Sorbo-Ocagnano            |         | 41° 28′ 42″ nord, 9° 27′ 33″ est | « PA00099250 » | Inscrit MH                                                                                       | 1976        | Image manquante Téléverser                                                                                        |
| Église Saint-Pierre-et-Saint-Paul de Sorbo                                                                        | Sorbo-Ocagnano            |         | à géolocaliser                   | IA2B000033     |                                                                                                  |             | Image manquante Téléverser                                                                                        |
| Église Saint-Philippe-de-Néri de Sorio                                                                            | Sorio                     |         | 42° 35′ 02″ nord, 9° 16′ 31″ est |                |                                                                                                  |             | Église Saint-Philippe-de-Néri de Sorio                                                                            |
| Église de l'Annonciation de Soveria                                                                               | Soveria                   |         | à géolocaliser                   |                |                                                                                                  |             | Église de l'Annonciation de Soveria                                                                               |
| Église Saint-Sylvestre de Soveria                                                                                 | Soveria                   |         | 42° 21′ 35″ nord, 9° 10′ 05″ est |                |                                                                                                  |             | Église Saint-Sylvestre de Soveria                                                                                 |
| Église Sainte-Catherine dite Santa-Catalina de Speloncato                                                         | Speloncato                |         | à géolocaliser                   |                |                                                                                                  |             | Image manquante Téléverser                                                                                        |
| Église de l'Assomption-de-Marie de Speloncato                                                                     | Speloncato                |         | à géolocaliser                   |                |                                                                                                  |             | Église de l'Assomption-de-Marie de Speloncato                                                                     |
| Église Saint-Michel de Speloncato                                                                                 | Speloncato                |         | 42° 33′ 44″ nord, 8° 58′ 54″ est |                |                                                                                                  |             | Église Saint-Michel de Speloncato                                                                                 |
| Église de l'Annonciation de Stazzona                                                                              | Stazzona                  |         | à géolocaliser                   | IA2B000785     |                                                                                                  |             | Image manquante Téléverser                                                                                        |
| Église San-Mamiliano de Taglio                                                                                    | Taglio-Isolaccio          |         | à géolocaliser                   |                |                                                                                                  |             | Image manquante Téléverser                                                                                        |
| Église Saint-Michel d'Isolaccio                                                                                   | Taglio-Isolaccio          |         | à géolocaliser                   | IA2B001246     |                                                                                                  |             | Image manquante Téléverser                                                                                        |
| Église Sainte-Lucie de Talasani                                                                                   | Talasani                  |         | 42° 24′ 30″ nord, 9° 28′ 49″ est | « PA00099252 » | Inscrit MH                                                                                       | 1987        | Image manquante Téléverser                                                                                        |
| Église Saint-Césaire de Tallone                                                                                   | Tallone                   |         | à géolocaliser                   |                |                                                                                                  |             | Église Saint-Césaire de Tallone                                                                                   |
| Église Saint-Guy de Tarrano                                                                                       | Tarrano                   |         | à géolocaliser                   |                |                                                                                                  |             | Image manquante Téléverser                                                                                        |
| Église San Nicolao de Tomino                                                                                      | Tomino                    |         | 42° 56′ 47″ nord, 9° 26′ 23″ est | « PA00099281 » | Inscrit MH                                                                                       | 1991        | Église San Nicolao de Tomino                                                                                      |
| Église Saint-Jean-Baptiste de Tox                                                                                 | Tox                       |         | 42° 15′ 03″ nord, 9° 25′ 48″ est | « PA00099253 » | Inscrit MH                                                                                       | 1976        | Église Saint-Jean-Baptiste de Tox                                                                                 |
| Église San Bernardinu de Tralonca                                                                                 | Tralonca                  |         | 42° 20′ 35″ nord, 9° 12′ 30″ est |                |                                                                                                  |             | Église San Bernardinu de Tralonca                                                                                 |
| Église de l'Annonciation d'Urtaca                                                                                 | Urtaca                    |         | 42° 35′ 43″ nord, 9° 09′ 59″ est |                |                                                                                                  |             | Église de l'Annonciation d'Urtaca                                                                                 |
| Église Saint-Pierre-et-Saint-Paul de Valle-d'Alesani                                                              | Valle-d'Alesani           |         | à géolocaliser                   | IA2B000822     |                                                                                                  |             | Image manquante Téléverser                                                                                        |
| Église Sainte-Marie de Valle-d'Orezza                                                                             | Valle-d'Orezza            |         | 42° 22′ 11″ nord, 9° 23′ 43″ est | « PA00099255 » | Classé MH                                                                                        | 1976        | Église Sainte-Marie de Valle-d'Orezza                                                                             |
| Église Sainte-Christine de Valle-di-Campoloro                                                                     | Valle-di-Campoloro        |         | 42° 20′ 14″ nord, 9° 30′ 03″ est | « PA00099256 » | Classé MH                                                                                        | 1840        | Église Sainte-Christine de Valle-di-Campoloro                                                                     |
| Église Saint-Augustin de Mucchietu                                                                                | Valle-di-Campoloro        |         | 42° 20′ 06″ nord, 9° 29′ 41″ est | IA2B000693     |                                                                                                  |             | Image manquante Téléverser                                                                                        |
| Église Santa Maria di Riscamone                                                                                   | Valle-di-Rostino          |         | 42° 27′ 29″ nord, 9° 16′ 12″ est | « PA00099268 » | Classé MH                                                                                        | 1991        | Église Santa Maria di Riscamone                                                                                   |
| Église Saint-Michel de Valle-di-Rostino                                                                           | Valle-di-Rostino          |         | à géolocaliser                   |                |                                                                                                  |             | Église Saint-Michel de Valle-di-Rostino                                                                           |
| Église Saint-Paul de Vallecalle                                                                                   | Vallecalle                |         | 42° 35′ 46″ nord, 9° 20′ 26″ est |                |                                                                                                  |             | Église Saint-Paul de Vallecalle                                                                                   |
| Église de la Nativité-de-la-Vierge de Vallica                                                                     | Vallica                   |         | 42° 31′ 15″ nord, 9° 03′ 09″ est |                |                                                                                                  |             | Église de la Nativité-de-la-Vierge de Vallica                                                                     |
| Église Saint-Pierre-Saint-Paul de Velone-Orneto                                                                   | Velone-Orneto             |         | 42° 31′ 15″ nord, 9° 03′ 09″ est |                |                                                                                                  |             | Image manquante Téléverser                                                                                        |
| Église Saint-Antoine de Lugo                                                                                      | Venaco                    |         | 42° 14′ 11″ nord, 9° 10′ 33″ est |                |                                                                                                  |             | Église Saint-Antoine de Lugo                                                                                      |
| Église Saint-Michel de Venaco                                                                                     | Venaco                    |         | 42° 13′ 58″ nord, 9° 10′ 25″ est |                |                                                                                                  |             | Église Saint-Michel de Venaco                                                                                     |
| Église Saint-Jean-Évangéliste de Ventiseri                                                                        | Ventiseri                 |         | à géolocaliser                   |                |                                                                                                  |             | Église Saint-Jean-Évangéliste de Ventiseri                                                                        |
| Église Santa Lucia de Venzolasca                                                                                  | Venzolasca                |         | 42° 29′ 03″ nord, 9° 27′ 14″ est | « PA00099258 » | Inscrit MH                                                                                       | 1926        | Église Santa Lucia de Venzolasca                                                                                  |
| Église San-Bastiano de Verdèse                                                                                    | Verdèse                   |         | 42° 23′ 34″ nord, 9° 21′ 52″ est |                |                                                                                                  |             | Église San-Bastiano de Verdèse                                                                                    |
| Pro-cathédrale Saint-Martin de Vescovato                                                                          | Vescovato                 |         | 42° 29′ 36″ nord, 9° 26′ 23″ est | IA2B000235     |                                                                                                  |             | Pro-cathédrale Saint-Martin de Vescovato                                                                          |
| Église de l'Annonciation de Vezzani                                                                               | Vezzani                   |         | à géolocaliser                   |                |                                                                                                  |             | Église de l'Annonciation de Vezzani                                                                               |
| Église Saint-Luxor de Vignale                                                                                     | Vignale                   |         | à géolocaliser                   |                |                                                                                                  |             | Église Saint-Luxor de Vignale                                                                                     |
| Église San-Simeone de Ville-di-Paraso                                                                             | Ville-di-Paraso           |         | 42° 34′ 00″ nord, 8° 59′ 19″ est |                |                                                                                                  |             | Église San-Simeone de Ville-di-Paraso                                                                             |
| Église Saint-Jean de Tuani                                                                                        | Ville-di-Paraso           |         | 42° 34′ 16″ nord, 8° 59′ 42″ est |                |                                                                                                  |             | Église Saint-Jean de Tuani                                                                                        |
| Église Sainte-Lucie de Ville-di-Pietrabugno                                                                       | Ville-di-Pietrabugno      |         | 42° 42′ 39″ nord, 9° 26′ 00″ est |                |                                                                                                  |             | Église Sainte-Lucie de Ville-di-Pietrabugno                                                                       |
| Église Saint-Pierre-ès-Liens de Vivario                                                                           | Vivario                   |         | 42° 10′ 20″ nord, 9° 10′ 15″ est |                |                                                                                                  |             | Église Saint-Pierre-ès-Liens de Vivario                                                                           |
| Église de l'Annonciation de Volpajola                                                                             | Volpajola                 |         | 42° 31′ 33″ nord, 9° 21′ 23″ est |                |                                                                                                  |             | Église de l'Annonciation de Volpajola                                                                             |
| Église Saint-Césaire de Quarceto                                                                                  | Volpajola                 |         | à géolocaliser                   |                |                                                                                                  |             | Image manquante Téléverser                                                                                        |
| Église de l'Annonciation de Zalana                                                                                | Zalana                    |         | 42° 15′ 28″ nord, 9° 22′ 27″ est |                |                                                                                                  |             | Église de l'Annonciation de Zalana                                                                                |
| Église Saint-Roch de Zilia                                                                                        | Zilia                     |         | 42° 31′ 50″ nord, 8° 54′ 03″ est |                |                                                                                                  |             | Église Saint-Roch de Zilia                                                                                        |
| Église Sainte-Marie de Zuani                                                                                      | Zuani                     |         | 42° 16′ 14″ nord, 9° 20′ 48″ est |                |                                                                                                  |             | Église Sainte-Marie de Zuani                                                                                      |